# Kwekwe

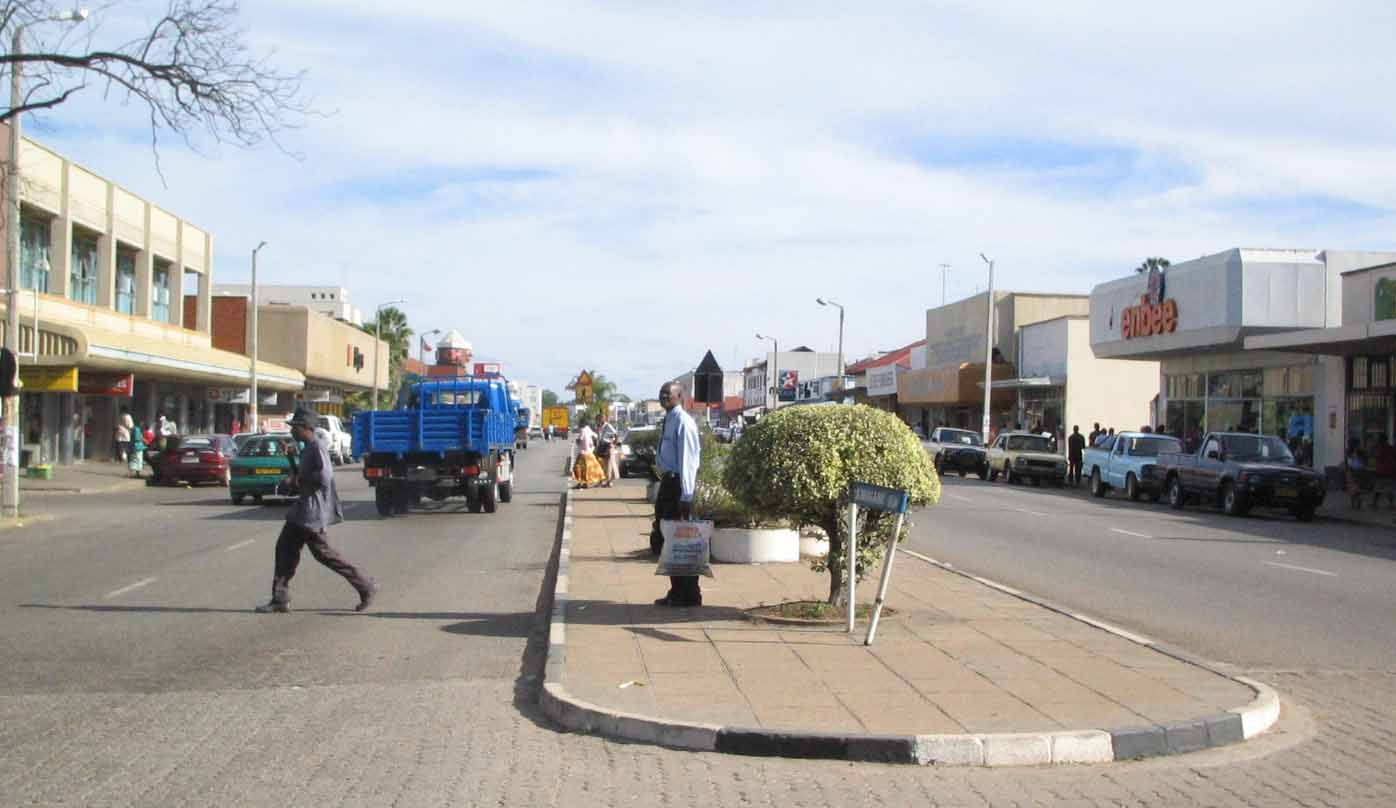
Gata i Kwekwe.

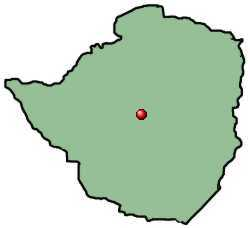
Staden Kwekwe ligger i centrala Zimbabwe.

Kwekwe (alternativt Kwe Kwe eller Que Que) är en industristad i Midlandsprovinsen i centrala Zimbabwe. Staden ligger längs tåglinjen mellan landets stora städer Bulawayo och Harare. Folkmängden uppgick till 100 455 invånare vid folkräkningen 2012.

## Guld- och industristad
Kwekwe grundades i slutet av 1800-talet som en "guldstad" (stad med guldfyndigheter). Namnet kwekwe kommer från Kwekwefloden, som ursprungligen hette Que Que (efter grodornas kväkande). Under efterkrigstiden har Kwekwe varit ett industriellt centrum i landet, särskilt inom stål och konstgödselproduktion. I området förekommer fortfarande guldbrytning, legalt och illegalt. 

## Idrott och kultur
De stora idrotterna i staden är fotboll och cricket, precis som i resten av landet. Midlands, ett av Zimbabwes stora cricketlag, kommer från Kwekwe. Den populäre artisten Tongai Moyo härstammar från Kwekwe. Många artister kommer också till staden och uppträder på Mbizo Stadium. 

## Skolor och vård
Flera grundskolor finns i staden, dock inget universitet. De som ämnar studera på den nivån får bege sig till Midlands provinshuvudstad Gweru och universitetet Midlands State University. Kwekwe har också ett sjukhus, Kwekwe General Hospital.